# جي إس سي جيم ورلد

جي إس سي جيم ورلد (بالإنجليزية: GSC Game World) هي شركة أوكرانية مطورة لألعاب الفيديو، تأسست عام 1995.

## الألعاب
- 2001 - Codename: Outbreak
- 2001 - Cossacks: European Wars
- 2002 - القوزاق: الحروب الأوروبية
- 2002 - القوزاق: الحروب الأوروبية
- 2003 - Hover Ace
- 2003 - American Conquest
- 2003 - American Conquest: Fight Back
- 2004 - Alexander
- 2004 - Firestarter
- 2005 - القوزاق الثاني: الحروب النابليونية
- 2006 - Heroes of Annihilated Empires
- 2007 - S.T.A.L.K.E.R.: Shadow of Chernobyl
- 2008 - S.T.A.L.K.E.R.: Clear Sky
- 2009 - S.T.A.L.K.E.R.: Call of Pripyat
- 2012 - ستالكير:قلب تشيرنوبل - Indefinite Hold